# Dois Córregos
Dois Córregos là một đô thị tại bang São Paulo của Brasil. Đô thị này nằm ở vĩ độ 22º21'58" độ vĩ nam và kinh độ 48º22'49" độ vĩ tây, trên khu vực có độ cao 673 m. Dân số năm 2004 ước tính là 24.412 người. Đô thị này có diện tích 632,559 km².

## Thông tin nhân khẩu
Dữ liệu điều tra - 2000
Tổng dân số: 22.522
- Dân số thành thị: 20.232
- Dân số nông thôn: 2.290
  - Nam giới: 11.301
  - Nữ giới: 11.221
- Mật độ dân số (người/km²): 35,60
- Tỷ lệ tử vong trẻ sơ sinh dưới 1 tuổi (trên một triệu người): 15,51
- Tuổi thọ bình quân (tuổi): 71,41
- Tỷ lệ sinh (số trẻ trên mỗi bà mẹ): 2,55
- Tỷ lệ biết đọc biết viết: 88,99%
- Chỉ số phát triển con người (HDI-M): 0,786
- Chỉ số phát triển con người - Thu nhập: 0,745
- Chỉ số phát triển con người - Tuổi thọ: 0,773
- Chỉ số phát triển con người - Giáo dục: 0,840

(Nguồn: IPEADATA)

### Sông ngòi
- Sông Jaú

### Các xa lộ
- SP-304

## Giáo hội Công giáo
Đô thị này là nơi có trụ sở Giáo phận São Carlos.

## Nhân vật nổi bật
- José Roberto Batochio
- Carlos Nascimento
- Reinaldo Azevedo